# Take Two (BTS)
Take Two è un singolo del gruppo musicale sudcoreano BTS, pubblicato il 9 giugno 2023.

## Antefatti e pubblicazione
Take Two è stato annunciato il 31 maggio 2023 dalla Big Hit Music e rientra nei progetti attuati dal gruppo per festeggiare il suo decimo anniversario. Suga ha partecipato alla produzione, mentre RM e J-Hope alla scrittura, e il pezzo è stato registrato prima che Jin e J-Hope cominciassero il servizio militare. L'uscita è stata preceduta dal caricamento sui social media di sette immagini raffiguranti posti significativi per i BTS, accompagnate da altrettante parole contenute nel testo: "light" ("luce"), "begin" ("inizio"), "soul" ("anima"), "together" ("insieme"), "face" ("faccia"), "young" ("giovane") e "stay" ("restare").

## Descrizione
Descritto come un'ode ai loro fan, il pezzo è una ballad "ariosa e tenera" cantata in inglese e in coreano che segna l'inizio del "secondo capitolo" del gruppo, e contiene numerose menzioni alla loro discografia: il verso "Sì, non siamo mai stati così giusti / Come quando ti ho avuto al mio fianco / Lungo la strada, abbiamo camminato insieme / Oh, siamo giovani per sempre" fa riferimento a Path dal single album di debutto 2 Cool 4 Skool (2013) e a Epilogue: Young Forever da The Most Beautiful Moment in Life: Young Forever (2016); la parte rap di J-Hope, invece, recita "Anche quando il deserto diventa il mare, nuotiamo insieme / Anche la balena solitaria adesso canta in compagnia", rimandando a Sea da Love Yourself: Her (2017) e Whalien 52 da The Most Beautiful Moment in Life, Pt. 2 (2015).

## Esibizioni dal vivo
Un video in cui i BTS cantano Take Two dal vivo è stato caricato a sorpresa sul loro canale YouTube alla mezzanotte del 13 giugno 2023, giorno del loro decimo anniversario.

## Tracce
Testi e musiche di Suga, El Capitxn, RM, Gabriel Brandes, Matt Thomson, Max Lynedoch Graham, J-Hope e Nois upGrader.
1. Take Two – 3:50

## Formazione
Gruppo
- RM – rap, scrittura
- Jin – voce
- Suga – rap, produzione, scrittura, tastiera, sintetizzatore
- J-Hope – rap, scrittura
- Jimin – voce
- V – voce
- Jung Kook – voce, cori

Produzione
- Gabriel Brandes – scrittura
- El Capitxn – produzione, scrittura, tastiera, sintetizzatore, editing digitale
- Evan – editing digitale
- Max Lynedoch Graham – scrittura
- Park Sin-won – chitarra
- Pdogg – registrazione
- James F. Reynolds – missaggio
- Summergal – editing digitale
- Matt Thomson – scrittura
- Nois upGrader – scrittura

## Successo commerciale
Nel giorno d'uscita, Take Two ha raggiunto la vetta della classifica dei brani più venduti su iTunes in 92 Paesi e territori, tra cui Stati Uniti, Regno Unito, Francia e Germania, e si è posizionato primo sulla classifica giornaliera delle canzoni più ascoltate su Spotify con 7 279 978 riproduzioni.
In Giappone ha raccolto 21 792 download nelle prime ventiquattr'ore di disponibilità. Negli Stati Uniti ha esordito in prima posizione sulle due classifiche Billboard Global 200, settima canzone del gruppo a ottenere tale risultato. Dal 9 al 15 giugno ha raccolto 60,2 milioni di riproduzioni in streaming e 64 000 download a livello globale, mentre 54,3 milioni di ascolti e 48 000 copie digitali nei territori al di fuori degli Stati Uniti.

## Classifiche

### Classifiche settimanali
| Classifica (2023)     | Posizione massima |
| --------------------- | ----------------- |
| Australia             | 17                |
| Bolivia               | 23                |
| Canada                | 49                |
| Corea del Sud         | 11                |
| Filippine             | 7                 |
| Francia               | 168               |
| Giappone              | 13                |
| Grecia                | 23                |
| Hong Kong             | 19                |
| India                 | 1                 |
| Indonesia             | 7                 |
| Irlanda               | 70                |
| Lituania              | 30                |
| Malaysia              | 5                 |
| Medio Oriente         | 9                 |
| Perù                  | 15                |
| Portogallo            | 92                |
| Regno Unito           | 59                |
| Repubblica Dominicana | 38                |
| Singapore             | 3                 |
| Stati Uniti           | 48                |
| Taiwan                | 12                |
| Ungheria (download)   | 2                 |
| Vietnam               | 1                 |

### Classifiche di fine anno
| Classifica (2023) | Posizione |
| ----------------- | --------- |
| Corea del Sud     | 189       |

## Riconoscimenti
- Circle Chart Music Award[29]
  - 2024 – Candidatura Artista dell'anno (streaming globale)
- The Fact Music Award[30]
  - 2023 – Miglior musica (estate)
- MAMA Award[31]
  - 2023 – Candidatura Canzone dell'anno
  - 2023 – Candidatura Miglior esecuzione vocale di gruppo

### Premi dei programmi musicali
- M Countdown
  - 22 giugno 2023[32]
  - 29 giugno 2023[33]
  - 6 luglio 2023[34]